# هربرت أوسكار ماير
هربرت أوسكار ماير (بالألمانية: Herbert Meyer)‏ هو فقيه لغة ومحامي ألماني، ولد في 10 فبراير 1875 في فروتسواف في بولندا، وتوفي في 6 مارس 1941 في برلين في ألمانيا.